# Avenida Mariscal Santa Cruz
La Avenida Mariscal Andrés de Santa Cruz en una de las vías que componen el eje principal de la ciudad de La Paz, la sede de gobierno de Bolivia.

## Historia
La vía fue proyectada por el arquitecto Julio Mariaca Pando en 1946 tras una convocatoria lanzada por el urbanista Emilio Villanueva Peñaranda, su implementación supuso la alteración del trazado original del barrio de San Sebastián, realizándose importantes modificaciones e intervenciones en el damero original planteado tras la fundación de la ciudad.

## Características
La avenida cuenta con cuatro carriles de subida y cuatro carriles de bajada, ambos sentidos asfaltados y separados en la mayor parte por un paseo central ajardinado.

## Historia

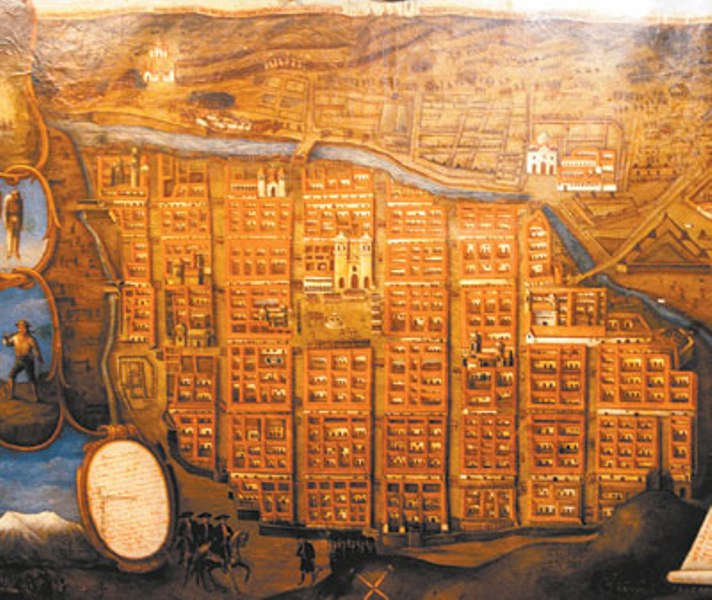
Plano de La Paz en 1781, sobre el río que dividía la ciudad se construyó la Av. Mariscal Santa Cruz

La apertura de la avenida durante la primera mitad del siglo XX supuso una importante cantidad de obras de ingeniería e intervenciones a hitos urbanos centenarios como el Conjunto Conventual que formaba parte del Complejo San Francisco
.
Se realizó simultáneamente el embovedado de uno de los principales ríos de la ciudad. La calle Recreo fue ampliada y varias edificaciones demolidas para dar paso a la Avenida actual.Entre las viviendas que se mantuvieron tras la ampliación podemos citar el Edificio Galería República, la Casona, y el Edificio Kautsch.